# Луиза фон Мекленбург-Гюстров
Луиза фон Мекленбург-Гюстров (на немски: Luise von Mecklenburg-Güstrow; на датски: Louise af Mecklenburg-Güstrow; * 28 август 1667 в Гюстров; † 15 март 1721 в Копенхаген) е принцеса от Мекленбург-Гюстров и чрез женитба кралица на Дания и Норвегия (1699 – 1721).
Тя е дъщеря на херцог Густав Адолф фон Мекленбург-Гюстров (1633 – 1695) и херцогиня Магдалена Сибила фон Шлезвиг-Холщайн-Готорп (1631 – 1719). 
Тя умира на 15 март 1721 г. на 53 години.

## Фамилия
Луиза се омъжва на 15 декември 1695 г. в Копенхаген за трон-принц Фредерик IV (1671 – 1730), крал на Дания от 1699 г. Тя е първата му съпруга. Той има множество любовни афери. Техните деца са:
- Кристиан (1697 – 1698), тронпринц на Дания
- Кристиан VI (1699 – 1746), крал на Дания и Норвегия, женен на 7 август 1721 г. за маркграфиня София Магдалена фон Бранденбург-Кулмбах (1700 – 1770)
- Фредерик Карл (1701 – 1702)
- Георг (1703 – 1704)
- Шарлота Амалия (1706 – 1782), неомъжена